# Cotxer
|  | Per a altres significats, vegeu «constel·lació del Cotxer». |

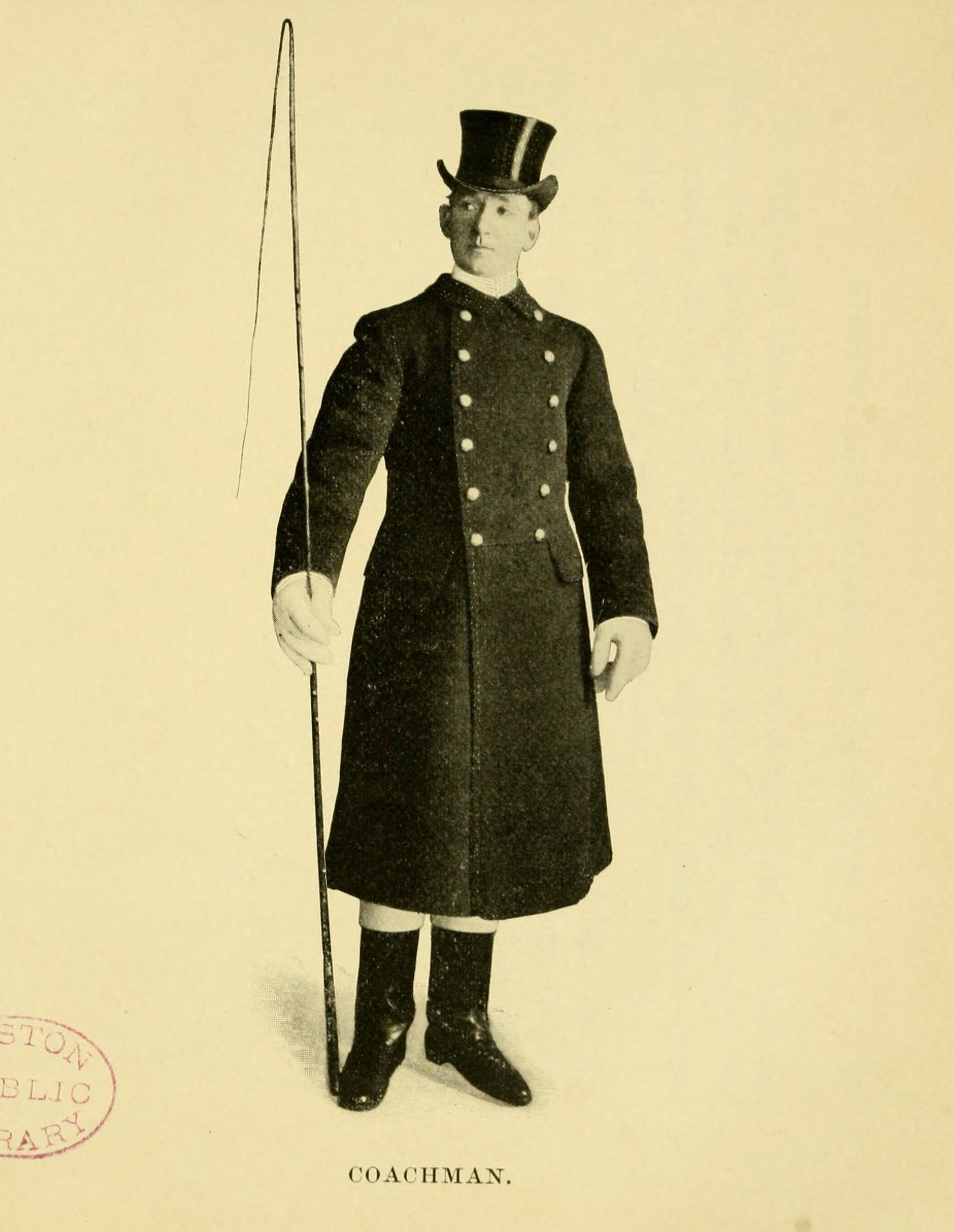
Cotxer, Boston, 1902

Un cotxer és una persona que té per ofici conduir un cotxe o carruatge tirat per cavalls o altres animals de càrrega, destinat al transport. La primera preocupació del cotxer és mantenir el control dels cavalls (o altres animals similars com mules) i un altre empleat, tradicionalment un lacai, acompanyaria al cotxer per a assistir-lo en qualssevol circumstància més enllà de la conducció.
El terme cotxer s'aplica al conductor de qualsevol tipus de transport que disposa d'un seient independent per al conductor. Un cotxer privat informa directament al seu ocupador i dirigia les activitats dels estables, l'edifici més important després de la casa. Alguns cops el cotxer delegava la conducció dels vehicles de la casa però tenia el deure primari de conduir personalment l'empresari. En una casa gran, aquesta hauria sigut una especialitat, però en cases més modestes, el cotxer sovint feia també de mosso de quadra o palafrener.

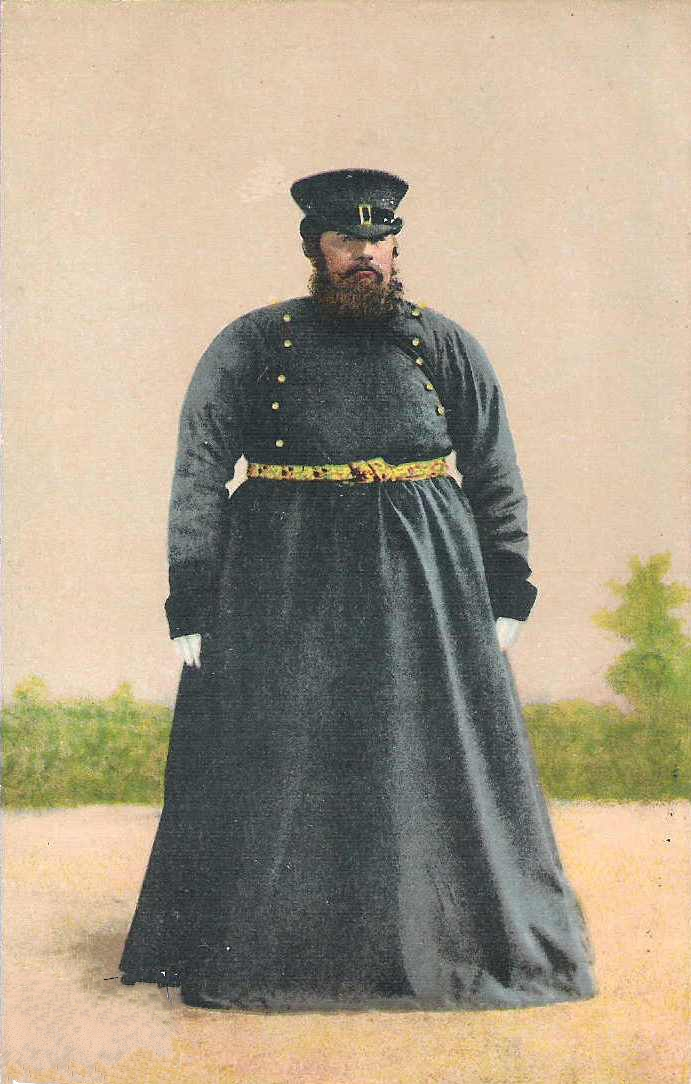
Cotxer rus, abans del 1917 — el seu cinturó indica la riquesa del seu mestre

Les lleis sumptuàries antigues contenien minucioses prescripcions sobre lliurees i vestits dels cotxers, ara de rua, ora de camí. Sobre que mai poguessin baixar la seva lliurea: que amb ella, i per a major escarment i exemple, complissin les penes en que com a tals cotxers incorrin, tot i que la lliurea fos de Casa Reial. Que ni ells, ni els lacais, o caçadors poguessin dur com a lliurea, vestits o distintius propis de la milícia. Sobre que acomiadats, haguessin d'evacuar el poble, etc. Però la major part d'aquestes disposicions van caure en desús. Altres normes establien que cap cotxer de particulars podia fer servir al seu arbitri, ni dels seus amos lliurea de la Casa Reial i cap insígnia o distintiu de l'exèrcit ni d'una altra classe o institució, constituïda per llei o reglaments especials.

## Cotxers de servei públic

Cotxer d'una berlina

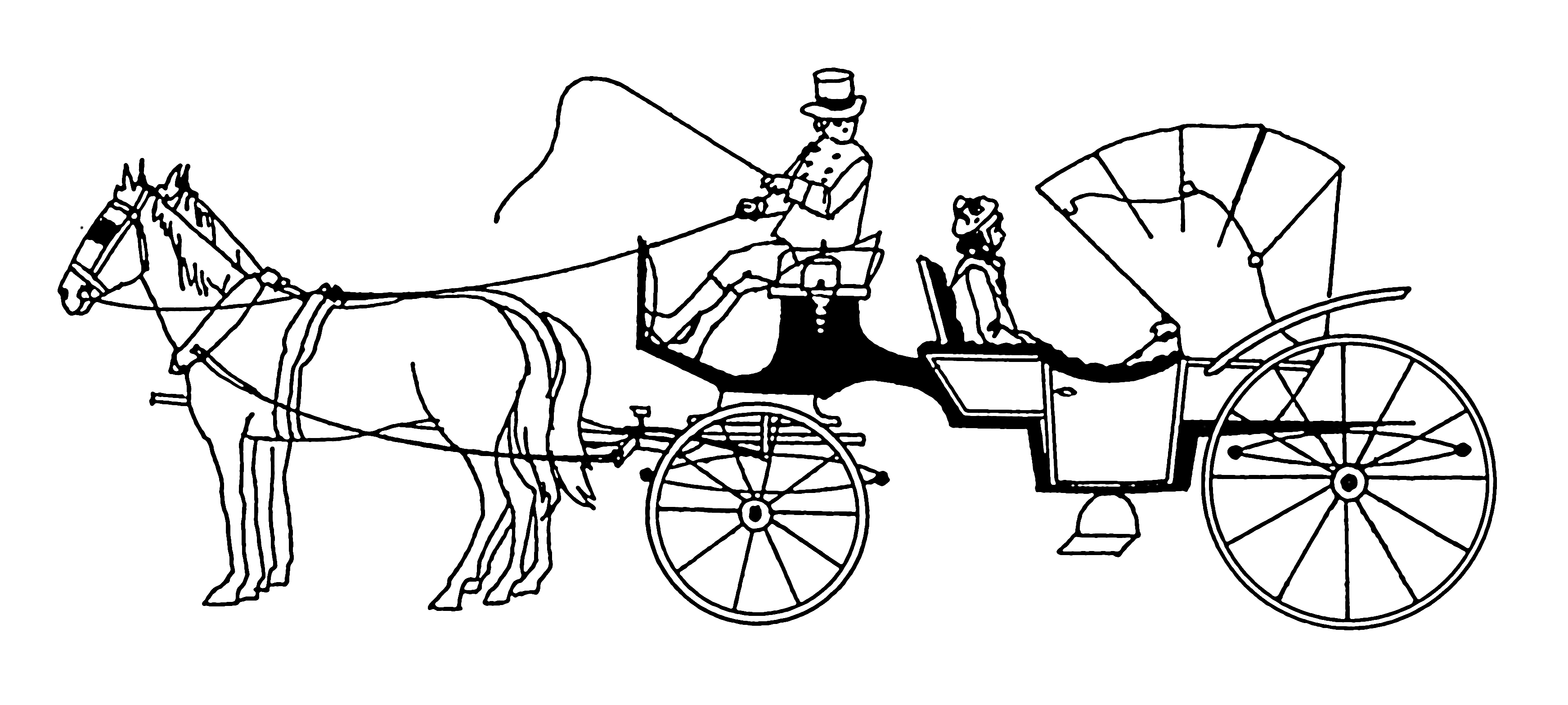
Cotxer d'una calessa

Al Madrid de la segona meitat del segle xix les obligacions dels cotxers de servei públic estaven reglamentades i entre aquelles hi figuraven:
- Tots els conductors de carruatges havien d'anar proveïts, durant el servei, de rellotge de butxaca, amb l'hora del Ministeri de la Governació, confrontant el seu rellotge amb el de la persona que fes servir el carruatge a el temps de prendre aquest, si ho portés.
- Els cotxers s'havien de presentar al servei públic vestits amb nets, neteja i la major decència possible i usar dels millors modals sense proferir paraules escandaloses, indecorosos, ni ofensives a la moral pública, emprant en els casos de dubte o discòrdia els mitjans de persuasió que els inspirés el seu raonament tenint present sempre i manifestant per a més satisfacció, el Reglament de carruatges.
- Havien de romandre constantment a les parades o punts designats per l'autoritat, sense sortir d'ells, sota cap pretext, més que per rellevar el bestiar a les hores que els caps els assenyalessin i per servir a el públic amb el carruatge tornant a punt de parada tan després cumo haguessin conclòs.

Els conductors d'aquests carruatges, des del moment de sortir de la cotxera per servir a el públic eren responsables del cotxe que duien al seu càrrec i per a això havien de reconèixer-cada dia, abans de sortir, el carruatge, bestiar i guarniments per si els faltava alguna peça i el cavall per si no es trobava al corrent de ferramentes i guarnicions respectives. Els amos de carruatges havien de lliurar als cotxers, al moment de rebre'ls al seu servei una nota detallada de totes les peces o objectes que devia tenir a la seva cura i de les quals havien de ser responsables.
Els conductors de carruatges eren responsables, personal i pecuniàriament de totes les faltes cometessin amb els mateixos durant el servei i per tant, havien de patir les conseqüències que per tal concepte haguessin de recaure sobre ells a virtut d'una provisió judicial. De la mateixa manera, eren responsables davant dels seus amos de l'import del servei que prestessin amb el mateix tot el temps que faltessin dels seus respectius punts o parades ho haguessin cobrat o no a les persones servides per consideracions indegudes, pur seu descuit, negligència o una altra causa.

## Folklore hongarès

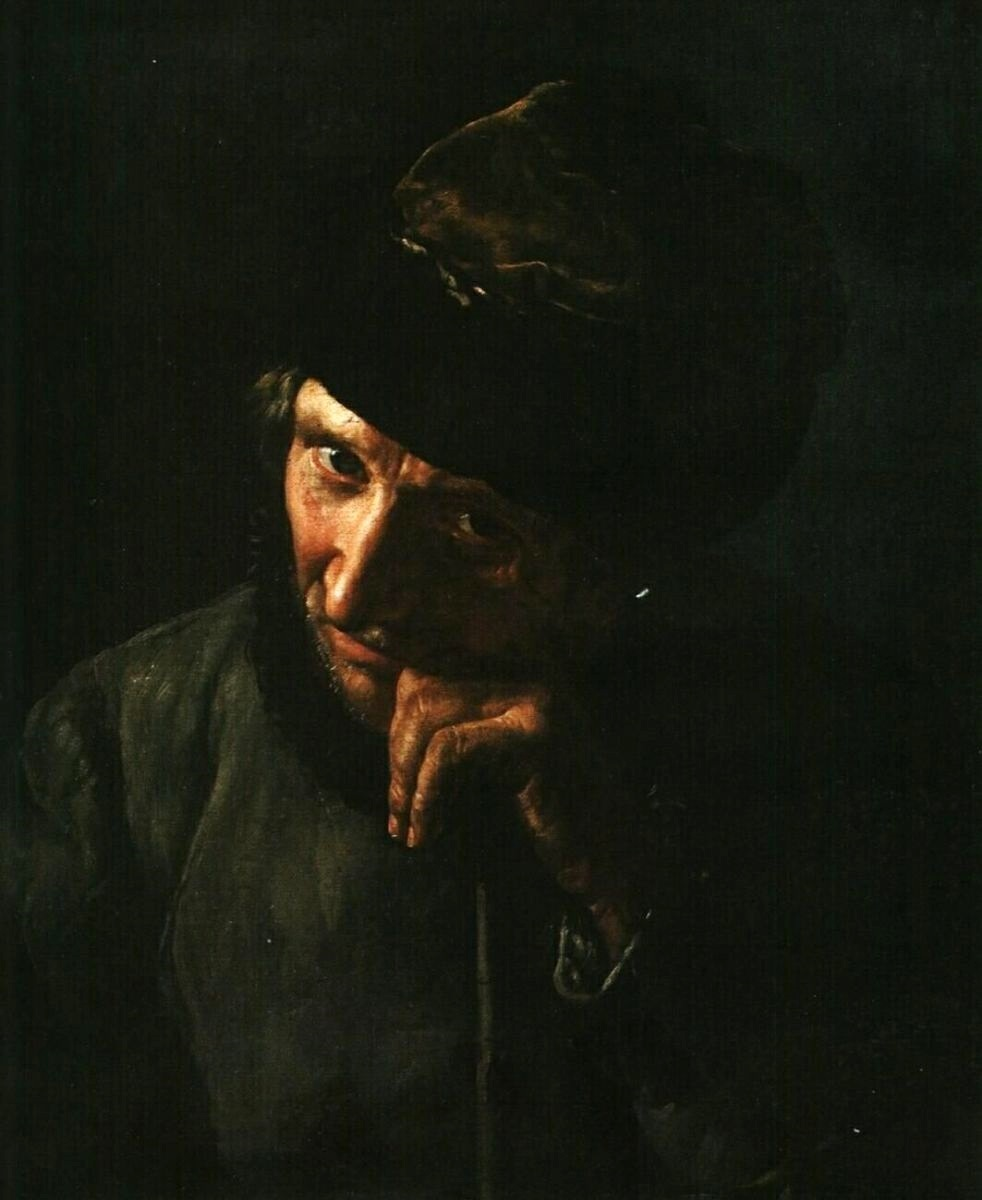
Un cotxer rus ("yamshik", ямщик) recolzant-se en un fuet de mànec. Pintura de Vasily Tropinin, circa 1820.

El mot català cotxe, en anglès coach, en espanyol i portuguès coche, en alemany Kutsche, i en eslovac i txec koč tot probablement deriva de la paraula hongaresa "kocsi", que literalment significa "de Kocs". Kocs (pronunciat "cotx") era una ciutat de correu hongaresa, i el mateix cotxe podria haver-se inventat a la mateixa Hongria. Alguns pobles hongaresos encara duen a terme competicions per a escollir el cotxer de l'any (semblants a les que es duen a terme a Zakopane, Polònia).
El cotxer aviat esdevingué una prominent figura del folklore hongarès. El tudós kocsis (lit. el cotxer llest), apareix inesperadament en la vida de l'heroi, qualsevol sabent el seu nom o anomenant-li pel seu nom cert.
|  |  |  |  |